# Curling alla XXVI Universiade invernale
I tornei di curling della XXVI Universiade invernale si sono svolti allo Stadio del ghiaccio di Piné a Miola di Baselga di Piné, in Italia, dal 12 al 20 dicembre 2013.
Sia il torneo maschile che quello femminile prevedevano un girone all'italiana di dieci squadre. Le prime quattro classificate hanno disputato semifinali e finali per le medaglie.

## Squadre partecipanti
| Torneo maschile                                                                                                   | Torneo femminile                                                                                               |
| --- | --- |
| - Canada - Cina - Corea del Sud - Gran Bretagna - Italia - Norvegia - Rep. Ceca - Stati Uniti - Svezia - Svizzera | - Canada - Cina - Corea del Sud - Giappone - Gran Bretagna - Italia - Russia - Stati Uniti - Svezia - Svizzera |

## Podi

### Uomini
| Evento             | Oro    | Argento       | Bronzo |
| Curling (dettagli) | Svezia | Gran Bretagna | Canada |

### Donne
| Evento             | Oro    | Argento       | Bronzo   |
| Curling (dettagli) | Russia | Corea del Sud | Svizzera |

## Medagliere
| Pos.   | Paese         | Oro | Argento | Bronzo | Totale |
| ------ | ------------- | --- | ------- | ------ | ------ |
| 1      | Russia        | 1   | 0       | 0      | 1      |
| 1      | Svezia        | 1   | 0       | 0      | 1      |
| 3      | Corea del Sud | 0   | 1       | 0      | 1      |
| 3      | Gran Bretagna | 0   | 1       | 0      | 1      |
| 5      | Canada        | 0   | 0       | 1      | 1      |
| 5      | Svizzera      | 0   | 0       | 1      | 1      |
| Totale | Totale        | 2   | 2       | 2      | 6      |